# M1911
M1911 — самозарядный пистолет под патрон .45 ACP. Разработан Джоном Мозесом Браунингом в 1908 году (U.S. Patent 984519, 14 февраля 1911 года). Пистолет находился на вооружении лиц офицерского и сержантского состава всех видов вооружённых сил, родов войск и служб ВС США с 1911 по 1985 год, разрешён к использованию военными и полицейскими служащими в качестве личного оружия и в настоящее время.
В 2011 году, в честь столетия завода в городе Огден, основанного для производства пистолета M1911 одним из самых известных уроженцев Юты Джоном Браунингом, он был официально признан символом штата Юта, став первым оружием, используемым в качестве символа штата в истории США.

## Предыстория
В начале XX века самозарядные пистолеты уже получили распространение в Европе и США. Однако это было в основном оружие, работающее по принципу запирания канала ствола свободным затвором и стрелявшее патронами малой мощности.
Армия США в начале XX века ещё использовала револьверы, существенно уступавшие самозарядным пистолетам по скорострельности и точности скоростной стрельбы. Такое положение было обусловлено консерватизмом американских военных, полагавшихся на надёжность работы револьверов, в значительной мере более высокую, чем у самозарядных пистолетов. Немаловажными преимуществами револьверов были постоянная боеготовность при безопасности и простоте в обращении, большой ресурс, а также невысокая сложность и стоимость производства по уже отлично отлаженной технологии.

## Предшественники
До M1911 Браунинг разработал ряд длинноствольных пистолетов с коротким ходом ствола, также производившихся компанией «Кольт» — модели M1900, M1902, M1905. От M1911 они отличались схемой запирания — ствол соединялся с рамкой не одной, а двумя серьгами, у казённика и у дула, и при отпирании опускался без перекоса.
- M1900
- M1902
- M1905

## Разработка и производство
В годы Первой мировой войны наибольшее количество M1911 произвели Спрингфилдская оружейная фабрика управления вооружения Армии США, штат Массачусетс, и Бриджпортский оружейный завод компании «Ремингтон», штат Коннектикут.
В годы Второй мировой войны пистолет изготавливали на предприятиях следующих американских компаний: «Ремингтон-Рэнд» (900 тыс. шт.), «Кольт» (400 тыс.), «Итака ган» (400 тыс.), «Юнион суитч энд сигнал» (50 тыс.), а также компания-производитель швейных машинок «Зингер» (500). Кроме того, малую партию пистолетов изготовила канадская «Норт американ армз» (100). Образцы «Зингер» и «Норт американ армз» ныне считаются коллекционной редкостью, особо ценятся среди коллекционеров стрелкового оружия и идут с торгов по цене, порой в тридцать раз превышающей стоимость обыкновенного серийного образца. Неустановленное количество пистолетов по заказу Министерства вооружений было изготовлено также компанией — производителем бытовой техники «Нэш-Келвинатор» — размещение мелкосерийных заказов на одну или несколько сотен пистолетов имело целью проверить мобилизационные возможности предприятий различных отраслей промышленности на предмет организации производства в случае интенсификации американского вмешательства в ход военных действий и подготовить их в качестве мобрезерва на случай необходимости расширения производства (инженеры «Зингер» составили чертежи, по которым было налажено серийное производство на заводе «Итака ган», и подготовили подборку методических материалов по организации производства пистолета), однако необходимость в этом отпала и дело ограничилось опытными партиями, которые сегодня являются раритетами.
После использования пистолета американскими войсками во время Первой мировой войны в устройство M1911 были внесены незначительные изменения:
- удлинён «хвост» клавиши рукояточного предохранителя, спица взводимого при выстреле курка и удерживающая рука лучше разделены;
- изменён упор боевой пружины, задняя часть рукоятки приобрела дугообразную форму;
- меньше выступает спусковой крючок и уменьшена длина его хода;
- появились наклонные углубления в рамке позади спускового крючка для указательного пальца;
- насечка на щёчках рукоятки доходит до винтов крепления;

Вместе с тем очевидны его недостатки, свойственные многим другим пистолетам времён Первой мировой войны. К ним относятся значительный вес и размер, малая ёмкость магазина и использование УСМ одинарного действия.
В 1956 году американская оружейная компания «Sturm, Ruger & Co» разработала для пистолетов М1911 и их модификаций комплект деталей, обеспечивающих возможность стрельбы малокалиберными патронами .22 LR (вкладной 5,6-мм ствол, возвратная пружина, фиксатор и магазин).
С конца 1970-х годов в США активизировались работы по созданию подходящей замены M1911A1, однако даже в начале 1983 года в качестве одного из возможных вариантов нового армейского пистолета рассматривали модернизированный М1911А1 (было отмечено, что модернизация имеющихся пистолетов гораздо дешевле, чем перевооружение войск новым 9-мм пистолетом).
Новый 9-мм пистолет получил общевойсковой индекс M9. На итоговый конкурс в 1984—1985 гг. было представлено 10 экспериментальных пистолетов различных изготовителей (плюс ещё несколько десятков опытных прототипов и технических проектов на бумаге было отсеяно на предыдущих этапах).
Пистолеты, представленные на конкурс M9
В итоге победил образец американского филиала фирмы Beretta, который и закупался с тех пор для нужд ВС США, однако M1911, его модификации и копии продолжают оставаться на вооружении военнослужащих и сотрудников полицейских структур в США и многих других странах мира.

## Устройство
Пистолет состоит из 53 деталей и трёх основных частей: рамки, ствола и кожуха-затвора. Затвор двигается по направляющим в рамке. Ствол соединён с рамкой пистолета при помощи качающейся серьги, расположенной под казённой частью ствола и поперечного стержня в рамке.
Сцепление ствола с затвором (запирание ствола) осуществляется двумя выступами (боевыми упорами) полукольцевой формы на стволе и пазами на верхней внутренней поверхности затвора впереди окна для экстракции гильз.
После выстрела ствол, сцепленный с затвором, двигается назад. Серьга поворачивается на подствольной оси и стержне в рамке, казённая часть ствола опускается. Боевые упоры ствола выходят из зацепления с пазами затвора. Ствол останавливается стержнем в рамке, а затвор продолжает движение назад и выбрасывает гильзу, взводит курок и сжимает возвратную и боевую пружины.
Возвратная пружина с направляющим стержнем находится под стволом, боевая пружина с направляющими стержнями находится в рукоятке.
В рамку рукоятки вставляются спусковая тяга, пластинчатая трёхпёрая пружина, курок и рукояточный предохранитель, который блокирует спусковой крючок, не давая ему двигаться назад, пока рукоятка полностью не обхвачена рукой.
УСМ одинарного действия, с открытым курком. Боевая пружина витая цилиндрическая, расположена позади магазина, её усилие на курок передаётся через тягу. Ударник находится в задней части затвора, подпружинен и утоплен внутрь затвора для предотвращения преждевременных выстрелов. Спусковая тяга движется продольно в пазах рамки пистолета. Для предотвращения преждевременных выстрелов в задней части рукоятки находится разобщитель на одной оси с шепталом. При откате затвора и вплоть до запирания ствола разобщитель своим стеблем выходит из выемки затвора и опускается вниз, позволяя шепталу вернуться в исходное положение. При отпускании спускового крючка после выстрела разобщитель под действием пластинчатой пружины поднимается, снова входя в зацепление с шепталом и спусковой тягой.
Слева на рамке находится флажок предохранителя. Направление включения предохранителя — как у пистолета ПМ. При поднятии флажка предохранитель блокирует шептало, затвор и препятствует движению курка вперёд. Курок, при включенном предохранителе, можно оставлять на боевом взводе (англ. Cocked and locked), чем компенсируется недостаточная оперативность применения оружия с УСМ одинарного действия при невзведённом курке. При взведённом курке предохранитель выключается опусканием флажка.
При выключенном предохранителе курок можно снять с боевого взвода, придерживая его большим пальцем и нажимая на спуск. Если делать это одной рукой, курок придётся сначала отвести назад до тех пор, пока его спица не упрётся в хвост рукояточного предохранителя и тем самым не отключит его. В противном случае нажать на спусковой крючок не удастся, так как при выполнении этих действий ладонь не может полностью обхватывать рукоятку. При спущенном курке предохранитель включить нельзя, так как его внутренний выступ упрётся в ось курка. Большинством стрелков не рекомендуется плавный спуск курка при наличии патрона в патроннике, так как это создает риск непреднамеренного выстрела.
Кнопка защёлки магазина находится на левой стороне рукоятки, у основания спусковой скобы.
Поперечный стержень в рамке является ещё и осью рычага затворной задержки. По исчерпании магазина зуб рычага упирается снизу в выемку затвора и затвор встаёт на задержку в заднем положении. Чтобы снять затвор с задержки, нужно нажать на рычаг или оттянуть назад затвор (при вытащенном либо заполненном магазине). Если перед этим сменить магазин на снаряжённый, патрон дошлётся в патронник и оружие будет готово к выстрелу.

## Варианты
Производить пистолеты на платформе 1911 могут любые компании. В настоящее время наиболее качественные и, соответственно, весьма недешёвые образцы производят компании Wilson Combat, Nighthawk Custom Firearms, Ed Brown Products и Les Baer Custom Inc.
- M1911
- M1911A1 — модель обр. 1926 года
- Colt Commander — вариант M1911A1 с укороченным до 108 мм стволом (разработан в 1940-е годы в качестве личного оружия самообороны для офицерского состава вооружённых сил США)[11].
- M15 General Officers model — компактный вариант M1911A1, разработанный для высшего командного состава вооружённых сил США. Выпускался с 1972 по 1984 год
- Colt Double Eagle — с самовзводом и другими изменениями
- MEU(SOC) pistol — модификация пистолета M1911А1 для разведывательных рот экспедиционных отрядов морской пехоты США (Force Recon Marine Expeditionary Unit). Выпускается небольшими партиями оружейниками секции точного оружия (Precision Weapon Section (PWS)) на базе морской пехоты в Квантико. Отобранные вручную пистолеты разбирают, чистят, устраняют мелкие недостатки. После этого пистолеты собираются заново, получая новые рукояточные предохранители, спусковые крючки, двухсторонние рычажки ручных предохранителей, щёчки рукоятки, улучшенные прицелы, магазины и стволы.Пистолет на платформе 1911 от компании Smith&Wesson
- Interim Close Quarters Battle pistol («опытный (предсерийный) пистолет для ближнего боя», сокращённо ICQB) — модификация пистолета M1911А1 для разведывательных рот экспедиционных отрядов морской пехоты США производства фирмы «Кимбер». Производится в ограниченном количестве.
- Гриззли Вин Маг — увеличенная версия стандартного M1911, созданная оружейником Перри Арнеттом и производившаяся компанией L.A.R. В этом пистолете использовались не стандартные патроны .45 ACP, а гораздо более мощные .45 Winchester Magnum.
- Smith & Wesson SW1911 — пистолет фирмы Smith & Wesson, базирующийся на M1911 под два калибра: 9 мм Люгер и .45 ACP.
- Para-Ordnance P14-45[англ.] — модифицированная версия под двухрядный магазин на 14 патронов.
- Baby Machine Gun — версия с возможностью стрельбы очередями (фактически пистолет-пулемёт) под патрон .45 ACP или .38 Super, автором считается Хайман Леман[англ.]. Оснащена пламегасителем и передней рукояткой, заимствованной у пистолета-пулемёта Томпсона.
- Remington 1911 R1[англ.] — вариант производства компании Remington.
- AMT Hardballer — это серия пистолетов, являющихся частью платформы 1911 года (на основе .45 ACP M1911), производимой компанией Arcadia Machine & Tool (AMT) с 1977 по 2002 год. Hardballer был первым пистолетом образца 1911 года, полностью изготовленным из нержавеющей стали. Другие особенности включали регулируемый целик и удлиненный предохранитель.

Кроме того, в ряде стран выпускались копии и клоны пистолета:
- в 1922 году в Испании был начат выпуск пистолета Star Model A, в 1924 году — пистолета Star Model B
- в начале 2000-х в Китае был начат выпуск нескольких вариантов пистолета Norinco M1911[12]

- в том числе, Norinco NP-28 и Norinco NP-29 под патрон 9×19 мм

- в 2005 году в Бразилии был начат выпуск пистолета Taurus PT1911

## Страны-эксплуатанты
- США — принят на вооружение в марте 1911 года и официально снят с вооружения вооружённых сил в 1985 году, однако применялся в ходе операции «Буря в пустыне» и в дальнейшем продолжал использоваться отдельными категориями военнослужащих, сотрудниками полиции и частных охранных структур[13]. По состоянию на начало 2000-х по-прежнему находился на вооружении бойцов спецподразделений ФБР США[14]. В 2017 году правительство США приняло решение о распродаже оставшихся на хранении пистолетов[15]
- Аргентина — первые 1000 шт. пистолетов М1911 были куплены в США в 1916 году и приняты на вооружение под названием Modelo 1916, в 1922—1923 гг. были заказаны и получены из США ещё 10 000 таких пистолетов; затем на вооружение был принят М1911A1 (под названием Modelo 1927). На полученном из США оборудовании на оружейной фабрике FMAP в городе Росарио было освоено их производство (под названием Modelo 1927 Sistema Colt). В 1966 году их выпуск был прекращён, но они оставались в эксплуатации и в следующие годы[16]
- Бразилия — первые 200 пистолетов были куплены в 1921 году[17], ещё 701 пистолет был передан по программе ленд-лиза из США после присоединения страны к Антигитлеровской коалиции в 1942 году, их получили части бразильского экспедиционного корпуса (после завершения подготовки летом 1944 года отправленного в Италию и действовавшего в составе 5-й армии США)[18]. В дальнейшем в стране было освоено их серийное производство[19]
- Великобритания — во время Первой мировой войны поставлялись из США для Великобритании[20] (при этом первая партия пистолетов была заказана под патрон .455 Webley), во время Второй мировой войны ещё 39 592 шт. было поставлено из США по программе ленд-лиза[21]
- Гаити — во время "холодной войны" находились на вооружении армии и полицейских формирований; после вторжения США на Гаити армия была расформирована, но в 1995—1997 годах при поддержке США была создана Национальная полиция Гаити, на вооружение которой были переданы пистолеты M1911.
- Греция — после окончания второй мировой войны начались поставки в Грецию оружия из США по программе военной помощи; в 2020 году пистолеты М1911 оставались на вооружении[22]
- Иран — после присоединения Ирана к блоку СЕНТО 3 ноября 1955 года были предприняты усилия по стандартизации используемого оружия стран — участников блока СЕНТО с вооружением стран блока НАТО, в результате пистолеты М1911 стали основным типом армейского пистолета[23]; по состоянию на начало 2014 года пистолеты М1911А1 оставались на вооружении вооружённых сил Ирана[24]
- Канада — во время Первой мировой войны был разрешён в качестве личного оружия армейских офицеров; также, по заказу правительства США выпуск М1911 освоила фирма «Caron Brothers Manufacturing Co.» в Монреале, а в 1918 году ещё 100 шт. М1911 было изготовлено фирмой «North American Arms Company Ltd.» в Квебеке[25], но после подписания перемирия в ноябре 1918 года их выпуск был прекращён. Во время Второй мировой войны 1515 пистолетов было поставлено из США по программе ленд-лиза[21]. После подписания 4 апреля 1949 года Североатлантического договора Канада вошла в состав военно-политического блока НАТО и приняла на себя обязательства по стандартизации вооружения и военной техники с другими странами НАТО — в качестве единого пистолетного патрона стран НАТО был официально утверждён патрон 9×19 мм Парабеллум.
- Литва — после провозглашения независимости в 1991 году некоторое количество пистолетов было получено по программе военной помощи из США и принято на вооружение, но после вступления в НАТО 29 марта 2004 года правительство Литвы приняло обязательство перейти на стандарты НАТО. 14 сентября 2020 года было объявлено, что три используемых в армии типа пистолетов (Colt M1911A1, CZ-75 и Glock-17) заменят на единый пистолет HK SFP9 (первая партия которых прибыла в страну в марте 2021 года)[26]
- Никарагуа — после окончания Второй мировой войны поставлялись из США по программе военной помощи для Национальной гвардии.
- Норвегия — в августе 1913 года принят на вооружение норвежской армии под наименованием Colt M/1911, производился по лицензии на оружейном заводе «Kongsberg Våpenfabrikk» под наименованием 11,25 mm Automatisk pistol M/1914[англ.]. После оккупации Норвегии в 1940 году их производство продолжалось для «хирдов» — военизированных подразделений коллаборационистов из партии «Национальное единство»[27]
- Российская империя — до начала Первой мировой войны некоторое количество пистолетов M1911 было куплено за собственный счёт армейскими офицерами[28], в 1915—1917 гг. русской армии было поставлено ещё несколько тысяч пистолетов[20]. В общей сложности, с учётом партии пистолетов под английский патрон .455 Webley и поставок Белому движению, до начала 1918 года в Российскую империю было поставлено не менее 13 150 шт. пистолетов, но количество фактически переданных в войска неизвестно[29]
- Сальвадор — после окончания второй мировой войны поставлялись из США по программе военной помощи (так, с 1980 по 1993 год было получено 225 пистолетов[30])
- СССР — в боевых действиях против английских и американских войск было захвачено некоторое количество американских 11,43-мм пистолетов «кольт» образца 1911 года, трофейные пистолеты поступили на вооружение РККА, они использовались в ходе гражданской войны[31][32], во время Великой Отечественной войны по программе ленд-лиза США поставили в СССР 12 977 шт.[21]. Штатное оружие сотрудников ОГПУ в 1920-е — 1930-е годы[33].
- Третий рейх — трофейные пистолеты M/1914 норвежской армии поступали на вооружение вермахта под наименованием Pistole P.657(n), трофейные пистолеты Colt M1911 американского производства — под наименованием Pistole P.660(a).
- Франция — в период Второй мировой войны 19 325 шт. было передано из США силам «Свободной Франции» по программе ленд-лиза[21]
- Федеративная республика Германия — в 1946 году командование оккупационных войск США начало передавать для вооружения полиции Баварии (находившейся в американской зоне оккупации) американское стрелковое оружие армейского образца (с 6 февраля 1946 до 30 июля 1947 года передали 281 пистолет М1911А1, в дальнейшем поставки продолжались — к 13 января 1953 года в полиции Баварии имелось 1677 шт. М1911А1)[34]; после создания бундесвера пистолеты M1911 поступили на вооружение под наименованием Р51, а пистолеты Colt M1911A1 — под наименованием P52
- Эстония — в 1997 году США бесплатно передали 1500 пистолетов по программе военной помощи для эстонской армии[35]
- ЮАР: использовались в качестве гражданского оружия, после введения 4 ноября 1977 года запрета ООН на поставки оружия в ЮАР новые пистолеты и запчасти для них закупали через компании-посредники в других странах Африки как спортивное оружие[36]
- Южная Корея — M1911A1 поставлялись из США по программе военной помощи для южнокорейской армии[37]. После перевооружения войск 9-мм пистолетами K5 они были переданы на склады мобилизационного резерва (и по состоянию на начало 2017 года они оставались на складском хранении)[38].
- Южный Вьетнам — 90 000 шт. было поставлено из США по программе военной помощи, находились на вооружении южновьетнамской армии до 1975 года[39]
- Япония — трофейные пистолеты M1911 и M1911A1 использовались военнослужащими Императорской армии в ходе Второй мировой войны. В августе 1949 года по программе военной помощи США передали 15 000 пистолетов М1911А1 для японской полиции[40], в дальнейшем они были официально приняты на вооружение созданных в 1950-1954 гг. сил самообороны Японии[41]

## Комментарии
1. ↑  С участием американских экспедиционных войск, либо с американской военно-технической помощью в форме поставок вооружения одной из противоборствующих сторон.
2. ↑  Армейский револьвер Кольта одинарного действия стал вторым, и пока последним, в стране оружием — символом штата. Его приняла Аризона[5].
3. ↑  «Доклад инженеров компании «Зингер» от 9 июля 1945» (Report by Singer Manufacturing Co., 9 July 1945).[7]